# 019 (prefisso)
019 è il prefisso telefonico del distretto di Savona, appartenente al compartimento di Genova.
Il distretto comprende la parte orientale della provincia di Savona ed il comune di Pareto (AL). Confina con i distretti di Albenga (0182) a sud-ovest, di Mondovì (0174) a ovest, di Alba (0173) a nord-ovest, di Acqui Terme (0144) a nord e di Genova (010) a est.
Agli albori della teleselezione, il prefisso telefonico assegnato inizialmente alla zona di Savona era 0181.

## Aree locali e comuni
Il distretto di Savona comprende 46 comuni compresi nelle 4 aree locali di Carcare, Finale Ligure (ex settori di Calizzano e Finale Ligure), Savona e Varazze (ex settori di Sassello, Stella e Varazze). I comuni compresi nel distretto sono: Albisola Superiore, Albissola Marina, Altare, Bardineto, Bergeggi, Borgio Verezzi, Bormida, Cairo Montenotte, Calice Ligure, Calizzano, Carcare, Celle Ligure, Cengio, Cosseria, Dego, Finale Ligure, Giustenice, Giusvalla, Loano, Magliolo, Mallare, Massimino, Millesimo, Mioglia, Murialdo, Noli, Orco Feglino, Osiglia, Pallare, Pareto (AL), Piana Crixia, Pietra Ligure, Plodio, Pontinvrea, Quiliano, Rialto, Roccavignale, Sassello, Savona, Spotorno, Stella, Tovo San Giacomo, Urbe, Vado Ligure, Varazze e Vezzi Portio .